# كيس حملي
الكيس الحملي (gestational sac) (أو كيس الحمل) هو البنية الوحيدة الموجودة داخل الرحم الذي يمكن من خلاله تحديد ما إذا كان هناك حمل (IUP) داخل الرحم أو لا، حتى يتم التعرف على الجنين.
هو عبارة عن مساحة (مظلمة) عديمة الصدى محاطة بإطار (أبيض) مفرط الصدى في الموجات فوق الصوتية.
وهو ذو شكل كروي ويتمركز عادة في قاع الرحم العليا.

أ: كيس حمل (GS)، ب: الطول التاجي المقعدي (CRL) للجنين، ج: الكيس الأمنيوسي، د: الكيس المحي

ويكون متوسط قطر الكيس (MSD) هو التقدير الفعال للعمر الحملي من 5 إلى 6 أسابيع بالضبط +/- 5 days.
ينبغي تحديد الكيسُ المُحِّيّ والجنين بسرعة عندما يصل كيس الحمل لحجم معين، يجب التعرف على الكيس المحي عند يصل كيس الحمل إلى 20 ملليمترًا ويجب مشاهدة كيس الصفار عندما يصل كيس الحمل إلى 25 ملليمترًا.

## مصطلحات الموجات فوق الصوتية
بالأسفل مصطلحات مفيدة عن الموجات فوق الصوتية:
- سهل التصوير بالصدى - يؤدي إلى انعكسات (الأصداء) للموجات فوق الصوتية
- مفرط الصدى – مولد للصدى (بطريقة أكثر إشراقًا) من المعتاد
- ناقص الصدى – مولد للصدى (بطريقة أكثر ظلمة) من المعتاد
- نفس كثافة الصدى – نفس قابلية إحداث الصدى للأنسجة الأخرى
- الموجات فوق الصوتية عبر المهبل - موجات صوتية يتم إجراؤها عبر المهبل
- الموجات فوق الصوتية عبر البطن - موجات فوق صوتية يتم إجراؤها عبر جدار البطن بواسطة التجويف البطني

يحتوي كل نوع نسيجي في الجسم في الحالات الطبيعية، مثل الكبد أو الطحال أو الكلى على توليد للصدى فريد من نوعه. ويحاط كيس الحمل والكيسُ المُحِّيّ والجنين لحسن الحظ بأنسجة جسدية مفرطة الصدى (أكثر إشراقًا).

## خصائص الموجات فوق الصوتية
يمكن تحديد أكياس الحمل بواسطة الموجات فوق الصوتية ويتم تحديدها بوجه عام عن طريق المميزات الأربع التالية:
1. الشكل المستدير أو البيضاوي في المناظر الطولية والعرضية
2. تحاط بحافة مولدة للصدى (التفاعل التساقطي للمشيمة)
3. كيس الحمل في قاع الرحم
4. لا يتمركز الكيس في الوسط بطريقة مباشرة، ولكنه ينشأ بطريقة غريبة الأطوار (لجانب واحد من خط تجويف الرحم دون أن يحل محله شيء).